# Zbyszko z Bogdańca
Zbyszko z Bogdańca – pierwszoplanowa  postać literacka z powieści Krzyżacy Henryka Sienkiewicza.

## Wprowadzenie
Powieść Sienkiewicza drukowana była pierwotnie w odcinkach na łamach czasopisma „Tygodnik Ilustrowany” od lutego 1897 do lipca 1900 roku, a w postaci książkowej ukazała się w roku 1900, ze zmianami i poprawkami autora. Akcja utworu toczy się od roku 1399 (rok śmierci królowej Jadwigi) do 1410 (bitwa pod Grunwaldem).
Tłem historycznym Krzyżaków jest konflikt jagiellońskiej Polski z zakonem krzyżackim, a na tle tych wydarzeń autor opisuje dzieje wyrazistych bohaterów fikcyjnych. Pierwszoplanowymi postaciami są: Jurand ze Spychowa i jego córka Danusia, a także Zbyszko i jego stryj Maćko z Bogdańca. Tragiczna miłość Zbyszka i Danusi stanowi wątek melodramatyczny. Kulminacją powieści jest zwycięska bitwa pod Grunwaldem, triumf oręża polsko-litewskiego. Przebieg bitwy Sienkiewicz odtworzył według kroniki Jana Długosza i pod wpływem obrazu Jana Matejki.

## Rys postaci
Zbyszko pochodził ze stanu rycerskiego, jego ród pieczętował się herbem „Tępa Podkowa” i miał zawołanie „Grady”. Ojcem bohatera był Jaśko z Bogdańca, jednak w dzieciństwie Zbyszko został sierotą i opiekę nad chłopcem przejął stryj Maćko. Gdy Bogdaniec został zniszczony w wyniku działań wojennych, Maćko opuścił wioskę i sam, z 12-letnim wtedy Zbyszkiem, ruszył szukać sławy i łupów na Litwę do księcia Witolda. Od dzieciństwa zaprawiany w rzemiośle rycerskim oraz dobrze zbudowany fizycznie Zbyszko osiągnął dużą biegłość w walce na miecze i topory.
Po kilku latach, w drodze do Krakowa, poznał Danusię Jurandównę ze Spychowa, młodą dwórkę księżnej mazowieckiej. Zakochał się w niej od pierwszego wejrzenia, a po usłyszeniu, że matka ukochanej zmarła w wyniku napaści Krzyżaków, złożył impulsywnie ślubowanie, że przyniesie jej trzy pawie pióra z krzyżackich czubów na hełmach. Zmartwił się, gdyż obietnicę złożył bez zastanowienia. Wkrótce potem zaatakował spotkanego na drodze Krzyżaka, Kuno von Lichtensteina, nie wiedząc, że ten jest oficjalnym posłem do króla polskiego. Za napaść na posła skazany został na karę śmierci, jednak od śmierci uratowała go Danusia, co zacieśniło łączące ich więzi.
Wbrew woli jej ojca, Juranda, zaprzysięgłego wroga Krzyżaków, wzięli potajemnie ślub. Wkrótce potem Danusia została porwana przez Krzyżaków. Zbyszko długo bezskutecznie jej poszukiwał, a gdy ostatecznie odnalazł, dziewczyna zmarła w wyniku przejść w niewoli. Zbyszko wrócił do Bogdańca, gdzie leczył ciężko rannego Maćka, w czym pomagała mu Jagienka ze Zgorzelic, przyjaciółka z lat dziecięcych, z którą się ożenił. Mieli czterech synów: Jaśka, Maćka, Zycha i Juranda. Następnie wziął udział w bitwie pod Grunwaldem, a po zakończeniu wojny wrócił do rodowego Bogdańca.

## W filmie
Zbyszko z Bogdańca był jednym z głównych bohaterów filmowej ekranizacji powieści − Krzyżacy w reż. Aleksandra Forda (1960); w jego postać wcielił się Mieczysław Kalenik.